# Earthless
Earthless is een Amerikaanse, grotendeels instrumentale psychedelische rockband uit San Diego (Californië), bestaande uit gitarist Isaiah Mitchell, bassist Mike Eginton en drummer Mario Rubalcaba. De band werd geformeerd in 2001 en bracht hun eerste album Sonic Prayer uit via Gravity Records in 2005. Hun tweede album Rhythms from a Cosmic Sky werd in 2007 uitgebracht via Tee Pee Records. Mitchell zingt af en toe, maar de muziek van de band is grotendeels instrumentaal en bevat lange semi-geïmproviseerde nummers, die zijn gebaseerd op klassieke rock, psychedelische rock, jazz en krautrock.

## Bezetting
- Isaiah Mitchell (gitaar, zang, 2001–heden)
- Mike Eginton (basgitaar, 2001–heden)
- Mario Rubalcaba (drums, 2001–heden)

## Geschiedenis

### Formatie en vroege jaren
Drummer Mario Rubalcaba verhuisde terug naar zijn geboorteplaats San Diego om zich bij Rocket from the Crypt aan te sluiten en ontmoette uiteindelijk de toekomstige Earthless bassist Mike Eginton. Gitarist Isaiah Mitchell speelde bij de band Lions of Judah toen hij Eginton ontmoette. Mitchell, Eginton en Rubalcaba ontdekten dat ze allemaal genoten van Japanse psychedelische rock en Duitse krautrock.
Eginton suggereerde de naam Earthless, geïnspireerd op een nummer met dezelfde titel door de Amerikaanse rockband Druids of Stonehenge uit de jaren 1960. Het trio accepteerde de naam voor zijn psychedelische bijklank en dualisme, maar tegen die tijd waren ze al minstens drie maanden samen (vijf repetitiesessies en één liveshow). Tijdens de eerste repetitie van de band speelden ze nummers van Led Zeppelin en Black Sabbath, afgewisseld met lange improvisaties. Tijdens hun tweede sessie speelde de band alleen hun eigen materiaal. Ze speelden hun eerste liveshow samen in de Casbah, een locatie in hun oorspronkelijke stad San Diego, maar over het algemeen vonden ze het moeilijk om samen te komen voor repetities of shows, omdat Rubalcaba destijds ook drums speelde voor Rocket from the Crypt. Hij speelde ook een tijdje in Hot Snakes, maar nadat beide bands waren ontbonden, hadden Rubalcaba en zijn Earthless bandleden meer vrije tijd om aan hun nieuwe project te werken.
Earthless' debuutalbum Sonic Prayer werd uitgebracht in 2005 en won de «Best Hard Rock Album Award 2007» bij de San Diego Music Awards, waar hun tweede album Rhythms from a Cosmic Sky ook werd genomineerd voor dezelfde prijs en de band zelf werd genomineerd voor «Best Hard Rock Artist».

### Live at Roadburnen hiatus (2008-2011)
Earthless trad op tijdens het dertiende Roadburn Festival in Tilburg, Nederland op 18 april 2008. Ze waren oorspronkelijk gepland om als hoofdact te spelen voor 250 mensen in de kleinste zaal van het evenement, maar werden op het laatste moment uitgenodigd om als laatste act op het hoofdpodium op te treden voor in plaats daarvan 2000 concertgangers, toen de geplande band Isis slechts de helft van hun twee uur durende slot had gespeeld. Earthless speelde ongeveer anderhalf uur en wist niet dat de uitvoering was opgenomen, maar maakte geen bezwaar toen Tee Pee Records verzocht om een album op basis van de uitvoering uit te brengen. Het resultaat werd op 7 oktober 2008 uitgebracht als Live at Roadburn, wat Rubalcaba beschreef als de meest eerlijke weergave van Earthless die je op een plaat krijgt. Hij zei dat als luisteraars het album niet leuk vonden, ze de band niet graag live zouden zien optreden.
In februari 2009 toerde Earthless met Witch in Noord-Amerika. De band toerde in Europa en het Verenigd Koninkrijk met Russian Circles, in april 2010 in de Verenigde Staten ter ondersteuning van Baroness van november tot begin december en in Australië voor het eerst van december 2010 tot januari 2011. Terwijl de bandleden hun rigoureuze tourneeschema voortzetten, raakten ze steeds meer betrokken bij zijprojecten (Rubalcaba met Off! en Mitchell met Howlin' Rain) en Mitchell verhuisde naar Noord-Californië, waardoor de beschikbare tijd om te repeteren afnam als Earthless, laat staan een ander studioalbum opnemen (hoewel een deel van het materiaal op Live at Roadburn bedoeld was voor het volgende album). Als act belandde Earthless uiteindelijk bij verstek in een periode van inactiviteit, hetgeen niet de bedoeling was.

### Touring enFrom the Ages(2012-heden)
Na twee jaar niet te hebben getoerd, kwam Earthless in december 2012 naar Australië voor een reeks concerten en bracht een vinylsingle uit in een beperkte editie, die samenviel met de tournee. Earthless werd opnieuw genomineerd voor «Best Hard Rock Artist» tijdens de San Diego Music Awards 2013 en From the Ages won het jaar daarop hun tweede «Best Hard Rock Album» Award.
Earthless toerde ter ondersteuning van From the Ages langs de westkust van de Verenigde Staten in oktober 2013 en met The Shrine in Australië van december 2013 tot januari 2014 en de oostkust van de Verenigde Staten in augustus 2014. Ze begonnen aan een tournee door Europa in oktober 2014 en hadden een tournee met Eternal Elysium door Japan verplaatst, die Earthless moest annuleren om zieke familieleden te verzorgen. De tournee vond plaats in januari 2015. In 2016 bracht Earthless samen met Harsh Toke een split-record uit, elk met een enkel nummer erop. Op 16 maart 2018 bracht de band hun album Black Heaven uit.

## Stijl
Earthless beschouwt zichzelf het sterkst beïnvloed door krautrock en psychedelische bands uit Japan. Eginton heeft Japanse bands als Blues Creation, Flower Travellin' Band, High Rise en White Heaven geïdentificeerd als inspirerend voor Earthless en voor krautrock heeft Rubalcaba Guru Guru en Amon Düül II genoemd. Klassieke rock heeft de band ook beïnvloed, omdat ze ook een interesse delen in Led Zeppelin en Black Sabbath. Eginton heeft ook gezegd dat het eerdere werk van Miles Davis de band heeft beïnvloed, samen met andere modale jazzspelers, omdat de band vaak een toets of modus kiest en er bijna nooit buiten speelt, ongeacht wat de gitaarsolo wordt. Hoewel ze doorgaans een stonerrockband worden genoemd, verwerpen ze de term en de band heeft verklaard dat ze geen marihuana gebruiken. Ze drinken eerder koffie of ijsthee.
De band wisselt af tussen het schrijven van hun nummers en het ter plekke improviseren, waarbij ze de geïmproviseerde delen in hun live optreden herhaaldelijk spelen tot het punt, dat de delen kenmerken van de song worden. Rubalcaba heeft het onderscheid opgemerkt tussen improvisatie en jamming. Hij stelt dat improvisatie verschilt van jammen doordat improvisatie meer gefocust is en een doel heeft, terwijl jammen dat niet doet. Omdat Earthless in de eerste plaats een instrumentale band is, heeft hun muziek standaard geen zang, hoewel Mitchell voor de band heeft gezongen op de weinige nummers die ze nodig hebben (zoals Cherry Red en Woman with the Devil Eye). Afgezien daarvan is de band niet van plan om een fulltime zanger in te huren, ondanks alle aanbiedingen die ze in de loop der jaren hebben ontvangen.

## Discografie

### Studioalbums
- 2005: Sonic Prayer
- 2007: Rhythms from a Cosmic Sky
- 2007: From the Ages
- 2016: Acid Crusher/Mount Swan
- 2018: Black Heaven
- 2022: Night Parade Of One Hundred Demons

### Livealbums
- 2008: Live at Roadburn
- 2015: Live at Freak Valley
- 2015: Live at Tym Guitars, Brisbane Australia
- 2018: From The West
- 2021: Live In The Mojave Desert (Volume 1)